# Filmproduktionsleitung
Die Filmproduktionsleitung (Unit Production Manager) ist zuständig für Planung, Kontrolle und Durchführung einer Filmproduktion. Je nach Größe der Produktion und der Filmproduktionsgesellschaft unterstehen sie direkt dem Herstellungsleiter oder Produzenten. Die direkten Partner sind Producer, Regisseur und die Redaktion. In der Regel werden Produktionsleiter für eine bestimmte Produktion von der Produktionsgesellschaft engagiert. Einige Produktionsleiter sind aber auch bei Sendern oder Produktionsgesellschaften festangestellt.
Der Beruf der Produktionsleitung wird in Deutschland durch die Berufsverbände Bundesverband Herstellungs- und Produktionsleitung e. V. (BHP) und Bundesverband Produktion Film und Fernsehen e. V. (BvP) vertreten, die auch das fragliche Berufsbild weiterentwickeln und eine Verbesserung der beruflichen Aus- und Weiterbildung für Film-Produktionsberufe betreiben, in Österreich durch die Vereinigung österreichischer AufnahmeleiterInnen, ProduktionsleiterInnen und ProduktionskoordinatorInnen (VÖAP), und in der Schweiz vom Schweizer Syndikat Film und Video (SSFV).

## Berufsbild
Die Aufgabengebiete umfassen die Projektplanung, die Projektvorgaben, die Organisation und die Überwachung der Arbeitsabläufe während der Vor-, Haupt- und Postproduktion. Die Filmproduktionsleitung muss die Koordination und die Lenkung aller organisatorischen, finanziellen und technischen Details überwachen und in Konflikten Teamarbeit und -unterstützung bieten. Es wird im Allgemeinen ein künstlerisch-kaufmännisches Doppelverständnis vorausgesetzt, um Drehbuchinhalt und Regievorstellung konkret und optimal umsetzen zu können.
Die Produktionsleitung ist Partner der Regie, deren kreative Vorstellungen sie bestmöglich unterstützen sollte. Sie muss anhand des kreativen Materials eine Kostenkalkulation aufstellen und einen Drehplan erstellen und ist verantwortlich für das Drehteam.
Die Filmproduktionsleitung hat in allen Phasen der Filmplanung und -herstellung die Handlungsvollmacht, die sie von der Filmherstellungsleitung erteilt bekommt. Sie steuert und überwacht das Filmprojekt und ist dafür zuständig, dass es unter Einhaltung von Filmbudget und Drehzeit zusammen mit der Filmgeschäftsführung in bestmöglicher Qualität vollzogen werden kann.

### Projektplanung und Vorproduktion
Ist die Entscheidung über die Planung eines Filmprojektes gefallen, gehört die Filmproduktionsleitung zu den ersten Instanzen, die von der Filmproduktionsfirma eingesetzt werden. Diese erhält anschließend die Vollmacht über sämtliche Abläufe im Produktionsverlauf und ist der Filmproduktion direkt Rechenschaft schuldig.

#### Ermittlung des Budgets
Das Budget kann auf zwei Arten ermittelt werden: Als vorgefasster Kostenrahmen, unabhängig vom Drehbuch z. B. durch feste Sponsorengelder oder einer einmaligen Zahlung der Filmförderung – ein Vorgang, der allerdings eher seltener ist bzw. kaum vorkommt, da die Unsicherheiten in der Finanzierung dadurch fast nicht abzudecken sind, meist wird projektnah entwickelt, d. h., es muss ein Exposé bzw. ein Treatment (Drehbuch ohne Dialog) vorliegen, aus welchem der Kostenaufwand entschlüsselt werden kann. Meist ist das die Vorstufe, die genauere Drehbuchentwicklung wird zusammen mit der Produktionsleitung (PL) angegangen, damit der kalkulierte Kostenrahmen nicht gesprengt wird. Meist ist eine Vorkalkulation da, die entsprechend den Schritten der fortlaufenden Drehbuchentwicklung angepasst wird. 
Die Regie bzw. die Drehbuchentwicklung sind der Produktionsleitung über die Ausschöpfung des Kostenrahmens rechenschaftspflichtig und müssen den Kostenaufwand ihrer Ideen begründen. Werden Requisiten, Drehorte oder andere drehrelevante Dinge zu teuer, hat die PL das Recht, den Drehbuchentwurf umschreiben zu lassen bzw. Drehbuchänderungen anzufordern, die kostengünstiger sind. Bei echten und unechten Auftragsproduktionen müssen solche Änderungen allerdings vom zuständigen Redakteur des auftraggebenden Senders abgesegnet werden, da das Drehbuch fester und sehr wichtiger Bestandteil des Produktionsvertrages zwischen Sender und Produktionsfirma ist.

#### Aufbau des Filmstabes
Die Filmproduktionsleitung ist dafür verantwortlich, dass sämtliche andere Arbeitnehmer die am Filmdreh mitwirken müssen, entsprechend eingestellt werden und für die Gehaltsverhandlungen zuständig. Kreative bzw. regieunterstützende Arbeitnehmer wie Drehbuch, Kamera oder Regieassistenz wie Kostüm- oder Maskenbild werden in Absprache mit den Produzenten und der Regie eingestellt. 
Die Regie selbst ist zumeist schon vorher von der Filmproduktion selbst ausgesucht worden bzw. ist im Vorfeld auf sie mit dem zu verwirklichenden Projekt zugetreten, so dass eine Anstellung von der Filmproduktionsleitung meist eine Formalie ist. Da jede Regie zumeist auch ihre eigenen Kamera- und Drehbuchleute mitbringt, fällt auch deren Anstellung unter ersteres. Allerdings hat hier die Produktionsleitung auch ein Mitspracherecht- ist die Gehaltsforderung eines von der Regie dringend benötigten kreativen Unterstützers, wie z. B. von der Kamera zu überhöht, hat die PL das Recht, diese durch einen kostengünstigeren zu ersetzen.

#### Casting der Darsteller
Das Casting der Darsteller ist in der Regel Sache der Regie bzw. vom Castingbüro, welches selbst ebenfalls der Produktionsleitung unterliegt. Die Produktionsleitung hat in der Auswahl der Darsteller Mitspracherecht, sofern die verlangte Gage die festgelegte Summe überschreitet, die im Budget für Darstellergehälter kalkuliert worden ist, und kann den Regisseur ggf. dazu zwingen, Schauspieler umzubesetzen.

## Ausbildung
Produktionsleitung selbst ist ein bislang nicht studierbarer Lernberuf, der üblicherweise über den Weg des Praktikums mit anschließenden Assistenzen erworben werden kann. Eine entsprechende Qualifizierung wird von Filmhochschulen und Ausbildungseinrichtungen (Filmhäusern) in Form von Lehrgängen angeboten und ist ein Teilbereich im Studium der Filmproduktion. Mittlerweile ist ein IHK-Abschluss durch eine einjährige berufsbegleitende Sonderausbildung erreichbar. Ein guter Grundstein zum Produktionsleiter kann mit der Berufsausbildung zur/zum Kauffrau/Kaufmann für audiovisuelle Medien gelegt werden.